# Рудольф Шміц
Рудольф Шміц (чеськ. Rudolf Schmitz; 1926) — чехословацький дипломат. Генеральний консул Чехословаччини в Києві (1956—1962).

## Життєпис
До свого призначення у 1956 році, працював в секретаріаті Всесвітньої федерації демократичної молоді в Угорщині та завідував сектором економічних зв'язків радянського відділу МЗС Чехословацької Республіки. В перші місяці
своєї роботи сприяв створенню Українського відділення радянсько-чехословацької дружби, а 12 грудня 1958 р. влаштував урочистий захід з нагоди 15-річчя підписання Договору про дружбу, взаємну допомогу і повоєнне співробітництво СРСР і Чехословаччини, де він виступив з промовою, апелюючи насамперед до формальної сторони питання й наголошуючи на значенні цього акта як першого союзного договору, без обговорення долі Підкарпатської України. Відтоді офіційні заходи до цієї дати в чехословацькому генконсульстві стали обов'язковим пунктом планів його діяльності.
Велику увагу генконсул приділяв розвитку культурного співробітництва. Кілька масштабних акцій у цій сфері він організував 1960 р. — завдяки ухваленню 11 липня 1960 року нової Конституції Чехословацької Республіки, в якій проголошувалося курс на соціалізм, і вносилися відповідні зміни офіційної назви країни на Чехословацька Соціалістична Республіка.
У серпні у Першотравневому парку відбувся виступ Центрального військового оркестру ЧССР, у вересні відкрилася виставка «Чехословаччина 1960 року». На початку 1962 р. він організував літературний вечір, присвячений Б. Нємцовій. У вересні 1962 році повернувся в Чехословаччину.